# Kelly McCrimmon
Kelly McCrimmon, (né le 13 octobre 1960 à Plenty, dans la province de la Saskatchewan au Canada), est un ancien joueur et entraîneur de hockey sur glace. Il évolue à la position d'ailier droit. Depuis mai 2019, il occupe le poste de directeur-général des Golden Knights de Vegas.

## Biographie

### Jeunesse
Lors de la saison 1977-1978 il évolue pour les Raiders de Prince Albert dans la Ligue de hockey junior de la Saskatchewan (LHJS), avec qui il termine champion.
La saison suivante, il rejoint les Wheat Kings de Brandon dans la Ligue de hockey de l'Ouest et remporte le championnat également cette même année.
Après une année supplémentaire avec les Wheat Kings, il se joint aux Wolverines du Michigan dans la NCAA pour la saison 1980-1981. Pour sa quatrième et dernière année dans son cursus universitaire, il est nommé capitaine de l'équipe.

### Wheat Kings de Brandon
Après son diplôme universitaire, McCrimmon entraîne deux équipes de la LHJS, les North Stars de Battlefords en 1986-1987 et les Lancers de Lloydminster en 1987-1988.
Il rejoint son ancienne équipe des Wheat Kings de Brandon pour la saison 1988-1989 en tant qu'entraîneur assistant. La saison suivante, il devient le directeur général de l'équipe et remplace Doug Sauter en tant qu'entraîneur.
Durant la saison 1991-1992, il embauche Kevin Maxwell à titre d'entraîneur et ne se concentre plus que sur son rôle de directeur général. La saison suivante, il achète un tiers des parts de la franchise et devient ainsi propriétaire. À la suite du départ de Maxvell, il embauche Bob Lowes au poste d'entraîneur. Ce dernier conduit l'équipe à une seconde Coupe Ed Chynoweth en 1995-1996.
En 2000-2001, Kelly rachète les parts de Bob Cornell et devient l'unique propriétaire de la franchise. La saison suivante, il se sépare de Bob Lowes et confie l'équipe à Dean Clark durant deux ans, puis à Mike Kelly pour une année.
De 2004 à 2011, il cumule trois fonctions : propriétaire, directeur général et entraîneur. Pour la saison 2011-2012, il parvient à embaucher l'ancien entraîneur des Sénateurs d'Ottawa, Cory Clouston. Ce dernier ne reste qu'une année et est remplacé la saison suivante par Dwayne Gylywoychuk, qui est promu d'entraîneur-assistant à entraîneur chef.
De 2013 à 2016, McCrimmon retourne derrière le banc et parvient à emmener son équipe vers une nouvelle Coupe Ed Chynoweth en 2016.

### Golden Knights de Vegas
Le 3 août 2016, Kelly accepte un nouveau défi en s'engageant avec l'équipe d'expansion de la LNH les Golden Knights de Vegas, au titre d'assistant du directeur général. Il a préalablement décliné une offre des Maple Leafs de Toronto.
Le 2 mai 2019, il remplace George McPhee en tant que directeur général de Vegas. Ce dernier reste dans l'organisation et devient président des affaires hockey.
Le 8 septembre 2020, il cède toutes ses parts de la franchise des Wheat Kings de Brandon à un groupe de compagnies locales.
Durant à la Pandémie de Covid-19, tout le personnel d'entraîneurs des Golden Knights se retrouve provisoirement en isolement le 26 janvier 2021. Kelly se retrouve donc derrière le banc pour diriger son premier match en LNH, une défaite 5-4 en tir de fusillade face aux Blues de Saint-Louis.

### Vie privée
Il est le frère de Brad McCrimmon, ancien défenseur ayant évolué dans la LNH. Avec son épouse Terry, ils ont une fille nommée Chelsea.

## Statistiques

### En club
| Saison    | Équipe                   | Ligue |    | Saison régulière | Saison régulière | Saison régulière | Saison régulière | Saison régulière |   | Séries éliminatoires | Séries éliminatoires | Séries éliminatoires | Séries éliminatoires | Séries éliminatoires |
| Saison    | Équipe                   | Ligue | PJ | B                | A                | Pts              | Pun              | PJ               | B | A                    | Pts                  | Pun                  |                      |                      |
| 1977-1978 | Raiders de Prince Albert | LHJS  | 49 | 10               | 19               | 29               | 63               |                  |   |                      |                      |                      |                      |                      |
| 1978-1979 | Wheat Kings de Brandon   | LHOu  | 40 | 15               | 24               | 39               | 139              | 18               | 0 | 7                    | 7                    | 23                   |                      |                      |
| 1979-1980 | Wheat Kings de Brandon   | LHOu  | 55 | 13               | 12               | 25               | 89               | 9                | 3 | 3                    | 6                    | 6                    |                      |                      |
| 1980-1981 | Wolverines du Michigan   | NCAA  | 35 | 7                | 7                | 14               | 40               |                  |   |                      |                      |                      |                      |                      |
| 1981-1982 | Wolverines du Michigan   | NCAA  | 15 | 1                | 1                | 2                | 6                |                  |   |                      |                      |                      |                      |                      |
| 1982-1983 | Wolverines du Michigan   | NCAA  | 32 | 5                | 13               | 18               | 20               |                  |   |                      |                      |                      |                      |                      |
| 1983-1984 | Wolverines du Michigan   | NCAA  | 30 | 8                | 5                | 13               | 34               |                  |   |                      |                      |                      |                      |                      |

### Entraîneur
| Saison    | Équipe                     | Ligue |    | PJ | V  | D | N  | Pr                   |  | Séries éliminatoires |
| 1986-1987 | North Stars de Battlefords | LHJS  | 64 | 38 | 23 | 3 | 0  |                      |  |                      |
| 1987-1988 | Lancers de Lloydminster    | LHJS  | 60 | 16 | 44 | 0 | 0  |                      |  |                      |
| 1989-1990 | Wheat Kings de Brandon     | LHOu  |    |    |    |   |    | Non qualifiés        |  |                      |
| 1990-1991 | Wheat Kings de Brandon     | LHOu  | 72 | 19 | 51 | 2 | 0  | Non qualifiés        |  |                      |
| 1991-1992 | Wheat Kings de Brandon     | LHOu  | 72 | 11 | 55 | 6 | 0  | Non qualifiés        |  |                      |
| 2004-2005 | Wheat Kings de Brandon     | LHOu  | 72 | 45 | 21 | 5 | 1  | Finalistes           |  |                      |
| 2005-2006 | Wheat Kings de Brandon     | LHOu  | 72 | 30 | 32 | 0 | 10 | Éliminés au 1er tour |  |                      |
| 2006-2007 | Wheat Kings de Brandon     | LHOu  | 72 | 41 | 20 | 0 | 11 | Éliminés au 2e tour  |  |                      |
| 2007-2008 | Wheat Kings de Brandon     | LHOu  | 72 | 42 | 24 | 0 | 6  | Éliminés au 1er tour |  |                      |
| 2008-2009 | Wheat Kings de Brandon     | LHOu  | 72 | 48 | 19 | 0 | 5  | Éliminés au 3e tour  |  |                      |
| 2009-2010 | Wheat Kings de Brandon     | LHOu  | 72 | 50 | 18 | 0 | 4  | Éliminés au 3e tour  |  |                      |
| 2010-2011 | Wheat Kings de Brandon     | LHOu  | 72 | 32 | 31 | 0 | 9  | Éliminés au 1er tour |  |                      |
| 2013-2014 | Wheat Kings de Brandon     | LHOu  | 72 | 34 | 29 | 0 | 9  | Éliminés au 2e tour  |  |                      |
| 2014-2015 | Wheat Kings de Brandon     | LHOu  | 72 | 53 | 11 | 0 | 8  | Finalistes           |  |                      |
| 2015-2016 | Wheat Kings de Brandon     | LHOu  | 72 | 48 | 18 | 0 | 6  | Champions            |  |                      |
| 2020-2021 | Golden Knights de Vegas    | LNH   | 1  | 0  | 1  | 0 | 0  |                      |  |                      |

## Trophées et honneurs
- Champion de la LHJS avec les Raiders de Prince Albert en 1978.
- Coupe Ed-Chynoweth avec les Wheat Kings de Brandon en 1979 (joueur), 1996 (directeur général) et 2016 (entraîneur).
- Trophée Lloyd-Saunders remis au meilleur membre exécutif de la LHOu en 1995, 2010 et 2015.
- Nommé meilleur dirigeant de la LCH en 1995.